# Sieciechów (województwo mazowieckie)

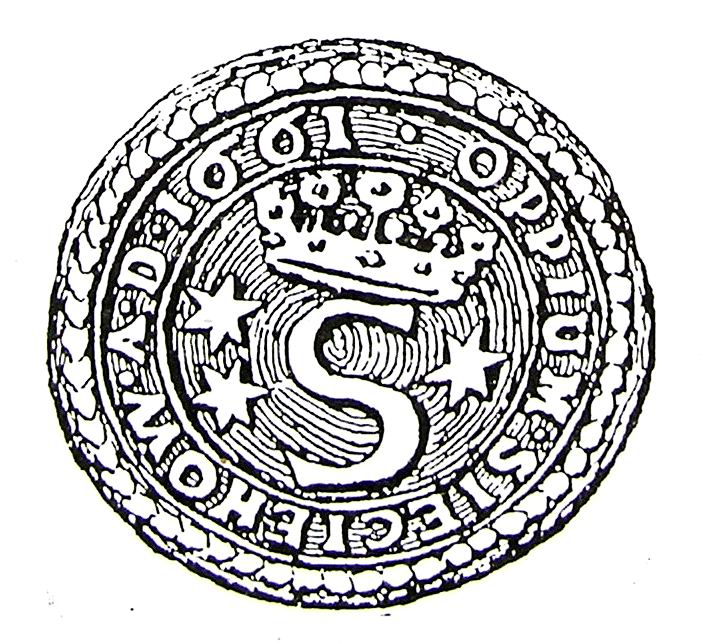
Stara pieczęć miejska z herbem miasta

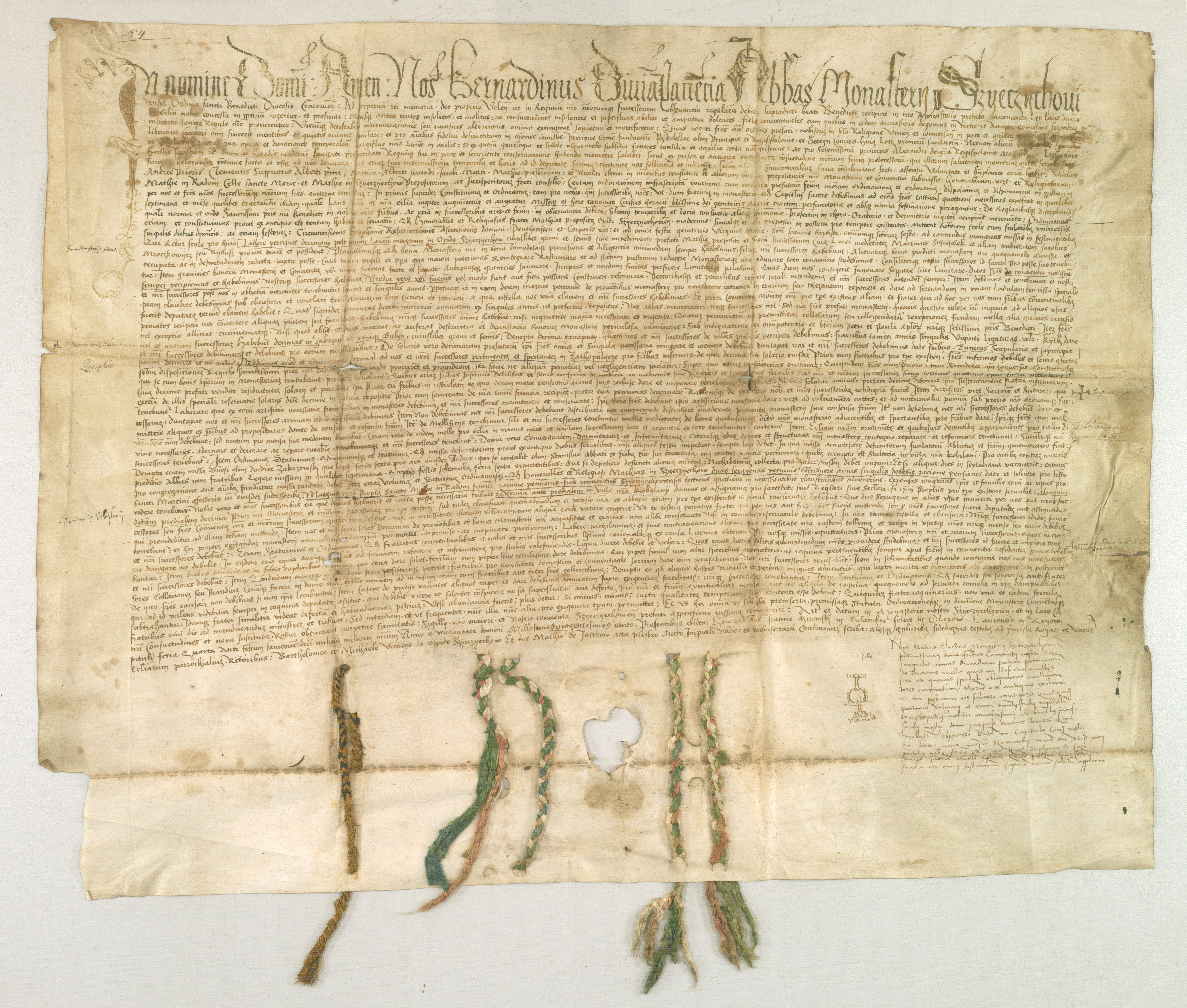
Bernard, opat klasztoru benedyktynów w Sieciechowie, wydaje ordynację dla tegoż klasztoru i określa jego uposażenie w 1505 roku

Sieciechów – wieś sołecka w powiecie kozienickim w województwie mazowieckim, gminie Sieciechów. Dawniej miasto; uzyskał lokację miejską przed 1370 rokiem, zdegradowany w 1869 roku. Był miastem klasztoru benedyktynów sieciechowskich w województwie sandomierskim w ostatniej ćwierci XVI wieku. W latach 1975–1998 miejscowość administracyjnie należała do województwa radomskiego.
Od 1973 r. jest siedzibą gminy Sieciechów. Jest także siedzibą rzymskokatolickiej parafii św. Wawrzyńca.

## Historia
W okresie neolitu istniały tu kopalnie krzemienia. Nazwę swą bierze od znanego palatyna z czasów księcia Władysława I Hermana – Sieciecha, z rodu Starżów-Toporczyków, który sprawował urząd w latach 1080-1100. Sieciechów był siedzibą rodu.
Pierwszą znaną wzmiankę o Sieciechowie umieścił w XI wieku Gall Anonim, który napisał, że nie było znaczniejszego grodu między Sandomierzem i Płockiem. W tutejszym grodzie zlokalizowanym na terenie dzisiejszej wsi Zajezierze więziony był Zbigniew – najstarszy syn księcia Władysława Hermana. W 1191 roku istniała tu kaplica de Szeczechow cum suis redditibus, należąca do uposażenia kościoła św. Marii w Sandomierzu. Prowadziła też tędy droga z Radomia przez Zawichost na Ruś oraz przez Sandomierz do Krakowa. W 1132 roku Bolesław III Krzywousty odebrał gród rodowi Starżów-Toporczyków i umieścił tu siedzibę kasztelanii. W 1232 roku Sieciechów został lokowany na prawie magdeburskim. W mieście powstała parafia pw. św. Wawrzyńca (parafia św. Wawrzyńca w Sieciechowie), która objęła ona swym zasięgiem okolice dzisiejszego Kazimierza Dolnego, Zwolenia, Kozienic, Stężycy i Dęblina. Miasto stało się portem nadwiślańskim i grodem obronnym. W 1233 roku po śmierci księcia Leszka Białego, książę Konrad Mazowiecki więził tu przez rok wdowę po Leszku, Grzymisławę z synkiem Bolesławem Wstydliwym. W 1239 roku wzmiankowany jest po raz pierwszy kasztelan sieciechowski Florian. W 1432 roku król Władysław Jagiełło ustanowił tu, a może potwierdził, targ w środę i jarmark na święto Dziesięciu Tysięcy Rycerzy oraz w dzień św. Wawrzyńca, które to dni do dzisiaj są w Sieciechowie odpustami. Miasto zachowało obowiązek udzielania stacji. Po powstaniu styczniowym w związku ze zmianą koryta Wisły Sieciechów utracił prawa miejskie. 
Podczas okupacji hitlerowskiej, w grudniu 1941 roku Niemcy utworzyli getto dla żydowskich mieszkańców. Przebywało w nim około 150 Żydów. We wrześniu 1942 zostali wywiezieni getta w Kozienicach, a stamtąd do obozu zagłady Treblinka II i tam zamordowani.

## Zabytki

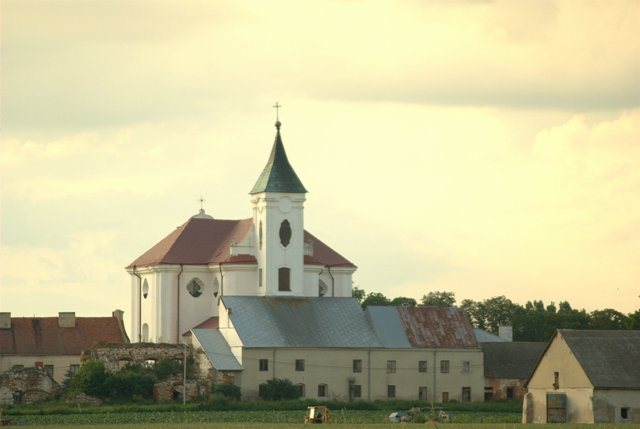
Sieciechów Opactwo

- Kościół Wniebowzięcia NMP (klasztorny) powstały w latach 1739–1767 w stylu barokowym
- klasztor benedyktynów – położony na terenie Sieciechowa-Opactwa założył Sieciech lub Bolesław Krzywousty sprowadzając zakonników z Prowansji. Początkowo klasztor znajdował się w grodzie sieciechowskim, lecz po zmianie koryta Wisły został przeniesiony w miejsce, gdzie stoi do dziś. Pierwotne miejsce jego lokalizacji nie jest dokładnie znane. Dzisiejszy klasztor powstał w 1733 roku. W średniowieczu powstała tutaj pierwsza w Polsce szkółka drzew owocowych, istniały folwarki, spichlerze, huta żelaza, kamieniołomy, browar, winnica, gorzelnia. Benedyktyni wznieśli w czasie budowy Radomia przez Kazimierza Wielkiego kaplicę Marii Panny. Klasztor był dawniej warowny i miał posiadać 12 baszt, a opat Wereszczyński w 1588 roku na jego dozbrojenie przeznaczył dochód z wójtostwa ze wsi Psary. Benedyktyni posiadali kolegiatę św. Andrzeja wybudowaną przez Sieciecha w Krakowie, którą oddali siostrom klaryskom w zamian za kościół św. Idziego. Opat Wereszczyński przekazał w 1593 r. ów kościół Akademii Krakowskiej, która miała utrzymywać jednego studenta ze zgromadzenia sieciechowskiego. Z postanowienia Sejmu Piotrkowskiego utworzono w Sieciechowie szkołę, do której uczęszczały dzieci miejscowej szlachty: Rogowskich, Gniewoszów, Boguszów, Kochanowskich, Siemińskich. Szkoła przestała istnieć po zjeździe Sejmu Stężyckiego w 1575 i rokoszu Partii Francuskiej, który zniszczył klasztor. Klasztor posiadał jedną z największych bibliotek w kraju. Bulla papieska z dnia 18 kwietnia 1819 nakazała likwidację wielu klasztorów w Polsce, w tym sieciechowskiego. Folwarki klasztorne oddano w dzierżawę, część biblioteki spławiono galerami do Warszawy – jedna z nich zatonęła. Sprzęty kościelne porozdawano, cenne obrazy zaginęły, posadzkę marmurową wywieziono do Sandomierza. Opuszczone budynki i kościół zaczęły niszczeć do tego stopnia, że po II wojnie światowej kościół groził całkowitym zawaleniem. Na szczęście wyremontowano go i dziś można nadal podziwiać późnobarokowy wystrój, srebrną polichromię czy średniowieczne freski. Resztę zabudowań klasztornych rozebrano, część z nich znajduje się w ruinie stałej. Do dzisiaj zachowały się także:
  - przeorat z 1733 roku (obecnie plebania)
  - dzwonnica z XIX wieku
  - pałac opacki, 1800
  - ogrodzenie murowane z kaplicami z 2 poł. XVIII wieku
- Kościół św. Wawrzyńca (parafialny) w stylu barokowym z 1710–1769. Wyposażenie kościoła pochodzi z XVIII wieku, polichromia z wieku XIX. W 2 poł. XIX wieku powstała dzwonnica z dwoma dzwonami – gotyckim z 1459 roku i z 1869 roku
- Zamek w Sieciechowie – po zmianie koryta Wisły w latach 1342–1352 gród Sieciecha nie spełniał już roli grodu kontrolującego Wisłę. Kronikarz Jan z Czarnkowa wzmiankował, że Kazimierz Wielki zbudował tu murowany zamek, który prawdopodobnie zlokalizowano w rejonie Jeziora Czaple. Jak długo pełnił swą rolę obronną, nie wiadomo – brak jest źródeł pisanych. Unia Polski z Litwą odsunęła zagrożenie ze wschodu, dlatego zamek w Sieciechowie utracił swoje znaczenie strategiczne. Ostatnia wzmianka pochodzi z 1575 r., kiedy to jedna z partii w czasie Sejmu Stężyckiego udaje się na naradę już do ruin zamku. Odtąd partia ta będzie zwana była sieciechowską. W końcu XVIII wieku widać było tylko resztkę ruin zamku. Na jego pozostałości natrafili też Niemcy w 1944 roku. Dziś można tam znaleźć jedynie odłamki skalne, ze względu na rozebranie przez okolicznych mieszkańców całego materiału budowlanego.

## Gospodarka i transport
Położona jest przy drodze krajowej 48, 15 km na wschód od Kozienic i 91 km na południowy wschód od Warszawy. W bezpośredniej okolicy linia kolejowa Radom-Dęblin
Obecnie Sieciechów to miejscowość typowo rolnicza o walorach turystycznych, znajduje się tam kilka gospodarstw agroturystycznych. Mieszkańcy utrzymują się z rolnictwa lub pracują w okolicznych miastach.

## Turystyka
Przez Sieciechów przechodzi pieszy zielony szlak turystyczny: Zwoleń – Pionki – Garbatka-Letnisko – Sieciechów – Dęblin – Kock

## Religia

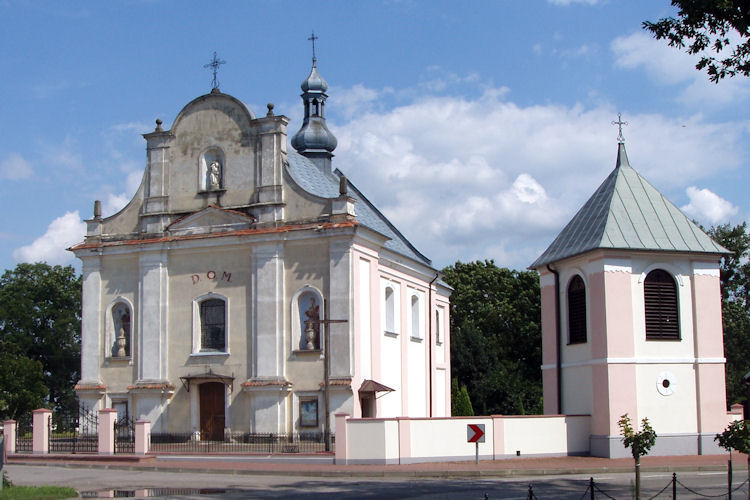
Kościół parafialny św. Wawrzyńca

- Parafia św. Wawrzyńca w Sieciechowie
- Cmentarz parafialny stary
- Cmentarz parafialny nowy